# Alexander Mikhaylin
Alexander Mikhaylin (russe : Александр Вячеславович Миха́йлин), né le 18 août 1979 à Moscou (RSFS de Russie), est un judoka russe. S'illustrant dans la catégorie des poids lourds en plus de 100 kg mais aussi en toutes catégories, il a remporté trois titres mondiaux et trois couronnes européennes.

## Palmarès

### Championnats du monde
- Championnats du monde 1999 à Birmingham (Royaume-Uni) :
  -  Médaille de bronze en moins de 100 kg (poids mi-lourds).

- Championnats du monde 2001 à Munich (Allemagne) :
  -  Médaille d'or en plus de 100 kg (poids lourds).
  -  Médaille d'or en toutes catégories.

- Championnats du monde 2005 au Caire (Égypte) :
  -  Médaille d'or en plus de 100 kg (poids lourds).

- Championnats du monde 2011 à Paris (France) :
  -  Médaille de bronze en plus de 100 kg (poids lourds).

### Championnats d'Europe
| Catégorie                       | 1999 | 2001 | 2003 | 2004 | 2005 | 2007 | 2009 |
| ------------------------------- | ---- | ---- | ---- | ---- | ---- | ---- | ---- |
| Moins de 100 kg Poids mi-lourds | 3e   | -    | -    | -    | -    | -    |      |
| Plus de 100 kg Poids lourds     | -    | -    | -    | -    | 1er  | 3e   | 3e   |
| Toutes catégories               | -    | 1er  | 2e   |      |      |      |      |

- Toutes catégories : 1er en 2004.

 * Championnats d'Europe toutes catégories organisés séparément. depuis 2004 

### Jeux olympiques
- Jeux olympiques d'été de 2012 à Londres (Royaume-Uni)
  -  Vice-champion olympique en plus de 100 kg (poids lourds).

### Divers
- Principaux tournois :
  - 3 podiums au Tournoi de Paris (3e en 2006, 3e en 2007, 2e en 2008).
  - 4 podiums au Tournoi de Hambourg (1er en 2003, 1er en 2005, 2e en 2006, 3e en 2008).
  - 4 podiums au Tournoi de Moscou (1er en 2003, 2e en 2004, 1er en 2005, 1er en 2006).
  - 1 podium à la Coupe Jigoro Kano (3e en 2001).

- Par équipes :
  -  Vice-champion du monde par équipes en 2006 à Paris (France).
  -  Médaillé de bronze aux mondiaux par équipes en 1998 à Minsk (Biélorussie).

- Juniors :
  -  Champion du monde juniors en 1998 à Cali (Colombie).